# Argentat
Argentat korábbi község Franciaországban, Corrèze megyében. 2017. január 1-jén Saint-Bazile-de-la-Roche korábbi községgel egyesült és az így létrejött Argentat-sur-Dordogne új község része lett.
Lakosainak száma 2817 fő (2018. január 1.). Argentat La Chapelle-Saint-Géraud, Hautefage, Monceaux-sur-Dordogne, Neuville, Saint-Bazile-de-la-Roche, Saint-Bonnet-Elvert, Saint-Chamant és Saint-Martial-Entraygues községekkel határos.

## Népesség
A település népességének változása:
| Lakosok száma | 2991 | 2961 | 3301 | 2874 | 2817 |
|               | 2013 | 2015 | 2016 | 2017 | 2018 |